# Marutové

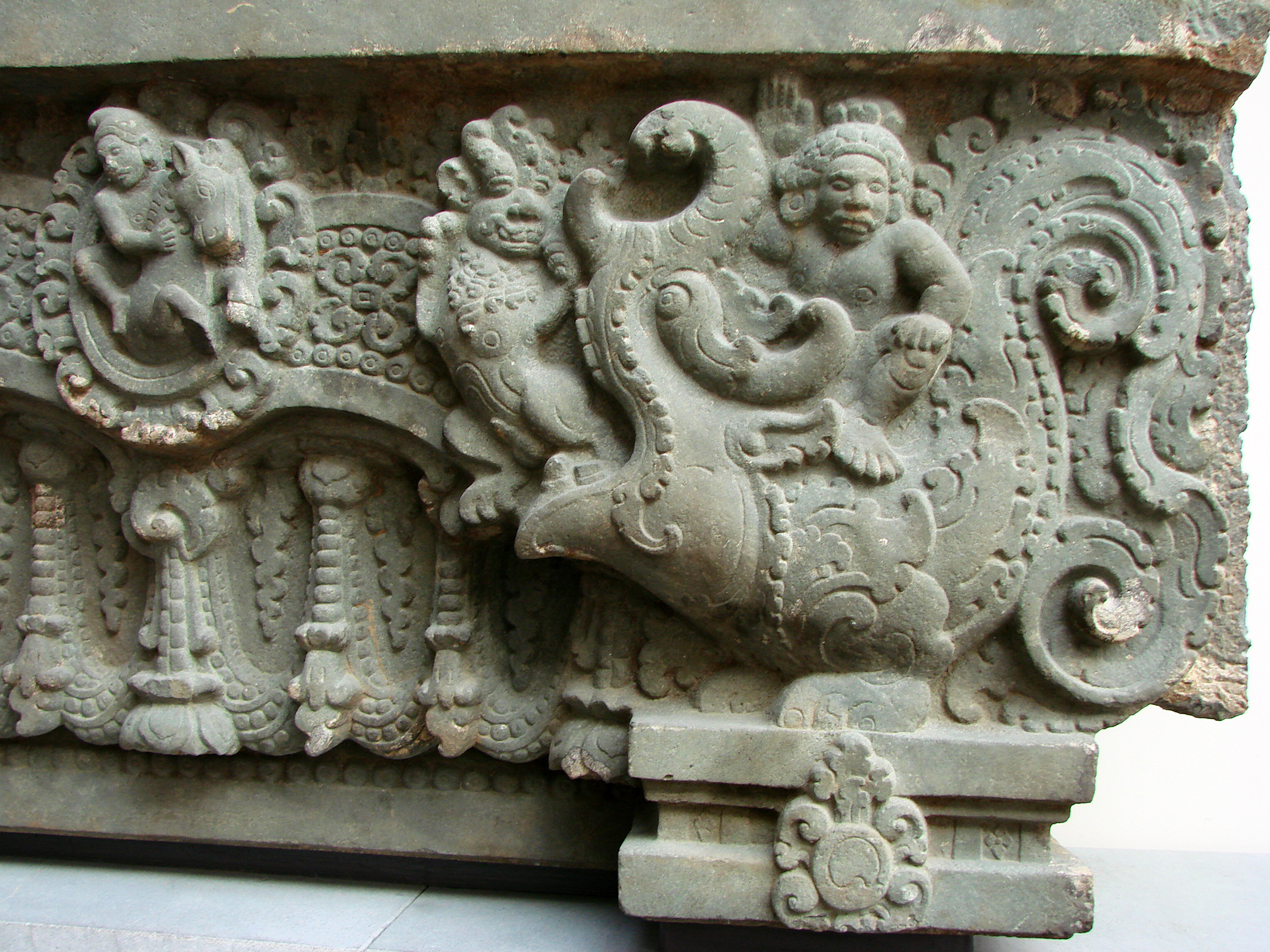
Reliéf zobrazující Maruty z Kambodžy

Marutové jsou skupina védských božstev spojená s hromem, bleskem, deštem a větrem a tvořící družinu boha Indry. Někdy jsou také ztotožňováni s Rudry nebo bývají spojováni s Agnim a Vájuem. Jejich otcem je Rudra, pozdější Šiva a matkou bohyně Pršni. Jindy jsou označováni jako synové Vájua.:s.88:s.73
V rgvédském hymnu 1.85 jsou Marutové vzýváni takto:
| „ | Nebeští klusáci, Rudrovi synové, parádí se jak marnivé krasavice. Marutové nebe, zemi upevnili. Těší se z obětí, rekové bujaří. Hýřící bujností, mohutně urostlí, na nebi Rudrové zřídili své sídlo. Sborem pějí píseň, překypují silou, slávou ověnčené děti matky Pršni.:s.88 | “ |

Marutové představují mytickou projekci řadových bojovníků védské Indie tvořících válečnické tlupy či bratrstva. Disponují jistou společenskou nezávislostí vyjadřovanou slovy svadhá „samospráva“ či prijadháma.
V puránách jsou syny bohyně Diti, jež porodila sedm zárodků a každý z nich Indra rozbil na sedm kusů a tak se zrodilo devětačtyřicet Marutů. Lidová etymologie v souvislosti s tímto příběhem odvozovala jejich jméno do Indrových slov rudah má rudah „Neplač! Neplač!“.:s.227
Podle pozdější tradice sídlí sedm Marutů v každé ze sedmi vesmírných sfér: na Zemi, Slunci, Měsíci, hvězdách, planetách, Polárce a souhvězdí Velké Medvědice.

#### Rgvédské hymny (anglicky)
1. 1.19
2. 1.37
3. 1.38
4. 1.39
5. 1.64
6. 1.85
7. 1.86
8. 1.87
9. 1.88
10. 2.34
11. 5.52
12. 5.53
13. 5.54
14. 5.55
15. 5.56
16. 5.57
17. 5.58
18. 5.59
19. 5.60
20. 5.61
21. 6.66
22. 7.56
23. 7.57
24. 7.58
25. 7.59
26. 8.7
27. 8.20
28. 8.83
29. 10.77
30. 10.78